# Didier Garcia (écrivain)
 (décembre 2010).
Si vous disposez d'ouvrages ou d'articles de référence ou si vous connaissez des sites web de qualité traitant du thème abordé ici, merci de compléter l'article en donnant les références utiles à sa vérifiabilité et en les liant à la section « Notes et références ».
Pour les articles homonymes, voir Didier Garcia (homonymie).
Didier Garcia (né le 3 mars 1968) est un écrivain français.
Professeur de français et de latin, il est aussi critique littéraire au Matricule des anges. Il vit au Mans où il travaillait au collège St Joseph. Il travaille maintenant au lycée Notre-Dame.Il est l'auteur entre autres de Fragments pour l’Aimée, Éditions Al Dante, 1997, de plusieurs livres publiés chez Argol dont Lucot, H.L. / Didier Garcia, rencontre avec Hubert Lucot, Argol, 2007, et Variations sur le matin, Argol, 2007, ainsi que La Tentation du roman, Léo Scherr, 2011.

## Livres
- Fragments pour l’Aimée, Éditions Al Dante / Niok, septembre 1997
- Prose/Poésie, circulations?, Collectif, Fourbois, 1998
- Entre temps, Contre-Pied, 1999
- Six et un, Comp'Act, 2000
- Provisoirement, Horlieu, 2000
- L'Anthologie 2000, Henri Deluy, collectif, Farrago, 2000
- La Mémoire du palmier, Little Single, 2002
- Écrire, pourquoi ?, collectif, Argol, 2005
- Entre temps, avec Hubert Lucot, Trait court / Passage d'encre, 2005
- Face[s], photographies d'Olivier Roller, collectif, Argol, 2007
- Lucot, H.L. / Didier Garcia, rencontre avec Hubert Lucot, Argol, 2007
- Variations sur le matin, Argol, 2007
- La Tentation du roman, Léo Scherr, 2011
- L'huile d'olive, Argol, 2013
- L'orage dans tous ses états, Lanskine, 2021

### Articles
Didier Garcia a publié dans les revues :
- Nioques, n° 1-2, septembre 1996 ;
- Java, n° 15 et 16, hiver 1996/1997 et hiver 1997/1998 ;
- t.t.c., n° 4, décembre 1997.